# Luis Delgado (músico)
Luis Delgado (Madrid, 16 de julio de 1956) es un músico, compositor, multinstrumentista y productor musical español, que ha aportado sus trabajos también al campo de la investigación y la divulgación musical, se ha dedicado a la recuperación de instrumentos y sonidos de diferentes rincones del planeta.
Coleccionista de instrumentos musicales de todo el mundo, desde 2002 es el director del Museo de la Música Colección Luis Delgado en Urueña.

## Trayectoria
Luis Delgado nació en Madrid en el barrio de Chamberí, el 16 de julio de 1956 y los estudios de música los realizó con el maestro Manuel Grandío, para posteriormente realizar cursos de música india, iraní y andalusí, así como de percusión africana.
Su primer concierto lo dio a los 14 años con la Orquesta de Pulso y Púa Gaspar Sanz, siendo su director el propio Manuel Grandío.
Sus trabajos musicales abarcan desde la interpretación de rock andaluz hasta la música antigua, la fusión entre los sonidos de Oriente y Occidente, el acompañamiento y la producción para otros músicos o la composición de bandas sonoras. 
Desde ese primer concierto Luis Delgado no ha dejado de estudiar y explorar diferentes campos de la música, como en su colaboración con el grupo Calamus o el Ensemble Ibn Báya, que no fueron solo agrupaciones de músicos, sino que se trató de proyectos de reconstrucción de instrumentos de la época y obras originales de la música medieval española y el repertorio andalusí-magrebí .
Cabe destacar la labor de Luis Delgado como compositor permanente y asesor musical en el Planetario de Madrid durante más de tres décadas, habiendo trabajado, también, para los planetarios de Nueva York, Pamplona, Cuenca, La Coruña y San Sebastián. 
Luis Delgado ha llevado su música por países como Estados Unidos, Canadá, Inglaterra, Alemania, Italia, Bulgaria, Noruega, Suecia, Omán, Jordania, Líbano, Túnez, Siria, Bélgica, Egipto, Portugal, Turquía, Francia, Chipre, Marruecos, etc.

### Músico instrumentista
Como instrumentista es intérprete, entre otros, de zanfoña, bajo, cítola, laúd, Slapstick, Ashbury bass, theremin y diferentes instrumentos de percusión.

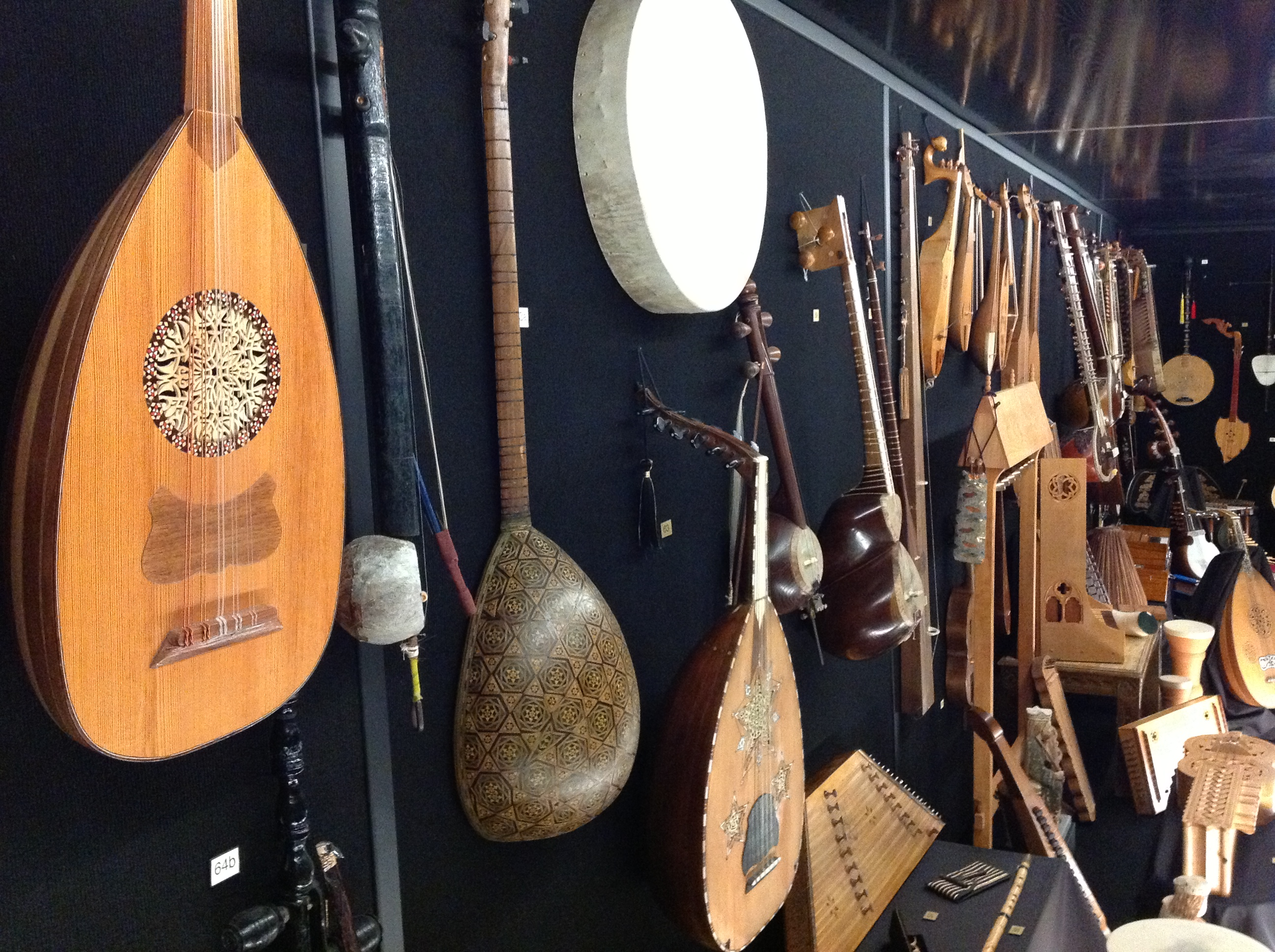
Instrumentos

Ha pertenecido a formaciones musicales de diversos tipos y estilos: Imán (rock andaluz); Atrium Musicae de Madrid (música antigua); Babia (fusión Oriente-Occidente); Finis Africae (fusión étnica), Cálamus (música medieval española), La Musgaña (música tradicional),  Música Antigua (Música Medieval), grupo hispano-marroquí Ibn Báya Ensemble (música andalusí), grupo francés Le Tre Fontane (Repertorio de trovadores medievales), etc.
Como músico de estudio ha tocado en grabaciones para Vainica Doble, Kepa Junkera, Rosendo , Pablo Guerrero y Eduardo Paniagua entre otros.

### Productor musical
Como productor e intérprete ha trabajado con Amancio Prada, Joaquín Díaz, María del Mar Bonet, Nuestro Pequeño Mundo, Emilio Cao, Luis Paniagua, Javier Bergia, etc.
En 1985 creó una productora de nuevas músicas firmadas por autores e intérpretes españoles llamada “El Cometa de Madrid”.
Formó parte y codirigió junto a César Carazo el grupo "Los Músicos de Urueña", acompañó a Amancio Prada en escena, y junto a Cuco Pérez y a Diego Galaz llevó al directo el repertorio "Apasionante Música de Cine","La noche del Gorrión: Edith Piaf" y "La Música en el Circo".

### Compositor de música para cine, teatro y TV
Ha compuesto varias bandas sonoras para programas de televisión, destacando la serie de 26 capítulo sobre el mundo árabe "Alquibla", escrita por Juan Goytisolo y dirigida por Rafael Carratalá, el documental “La Transición” de Televisión Española (TVE) de 1995 dirigido por Victoria Prego y Elías Andrés, o para Radio Nacional de España (RNE) en las obras ‘El Quijote del siglo XXI‘, "La Tribuna" y ‘Los santos inocentes’, bajo la dirección de Benigno Moreno.
Así mismo, su actividad como autor en espectáculos escénicos le ha llevado a trabajar para directores teatrales y coreógrafos como Gerardo Vera, José Luis Gómez, Emilio Gutiérrez Caba, Víctor Ullate, José Pascual, Jesús Castejón y Juan Carlos Corazza entre otros.
Ha sido asesor musical y compositor permanente en el Planetario de Madrid.

### Investigador y divulgador musical
En el ámbito de la investigación mantiene un destacado e innovador proyecto de vanguardia, experimentando y creando a nuevos puntos de vista en la música electrónica. El grupo, creado por Luis Delgado y Eugenio Muñoz, Mecánica Popular comenzó grabando en los estudios RCA de Madrid de final de la década de los años 70.
En la divulgación musical, su labor se ha materializado en congresos, conciertos, cursos, talleres y conferencias. Los instrumentos musicales de su colección han sido exhibidos en festivales musicales, como por ejemplo el Festival Internacional en el Camino de Santiago de Huesca, el Festival de Música Antigua de Gijón, El Festival de la Guitarra de Córdoba, etc.
Todo ello toma tiene su sede en el “Museo de la Música Colección Luis Delgado” que muestra parte de su extensa colección de más de 1300 instrumentos de todo el mundo, y que dirige en la localidad vallisoletana de Urueña desde 2002.

## Museo de la Música Colección Luis Delgado

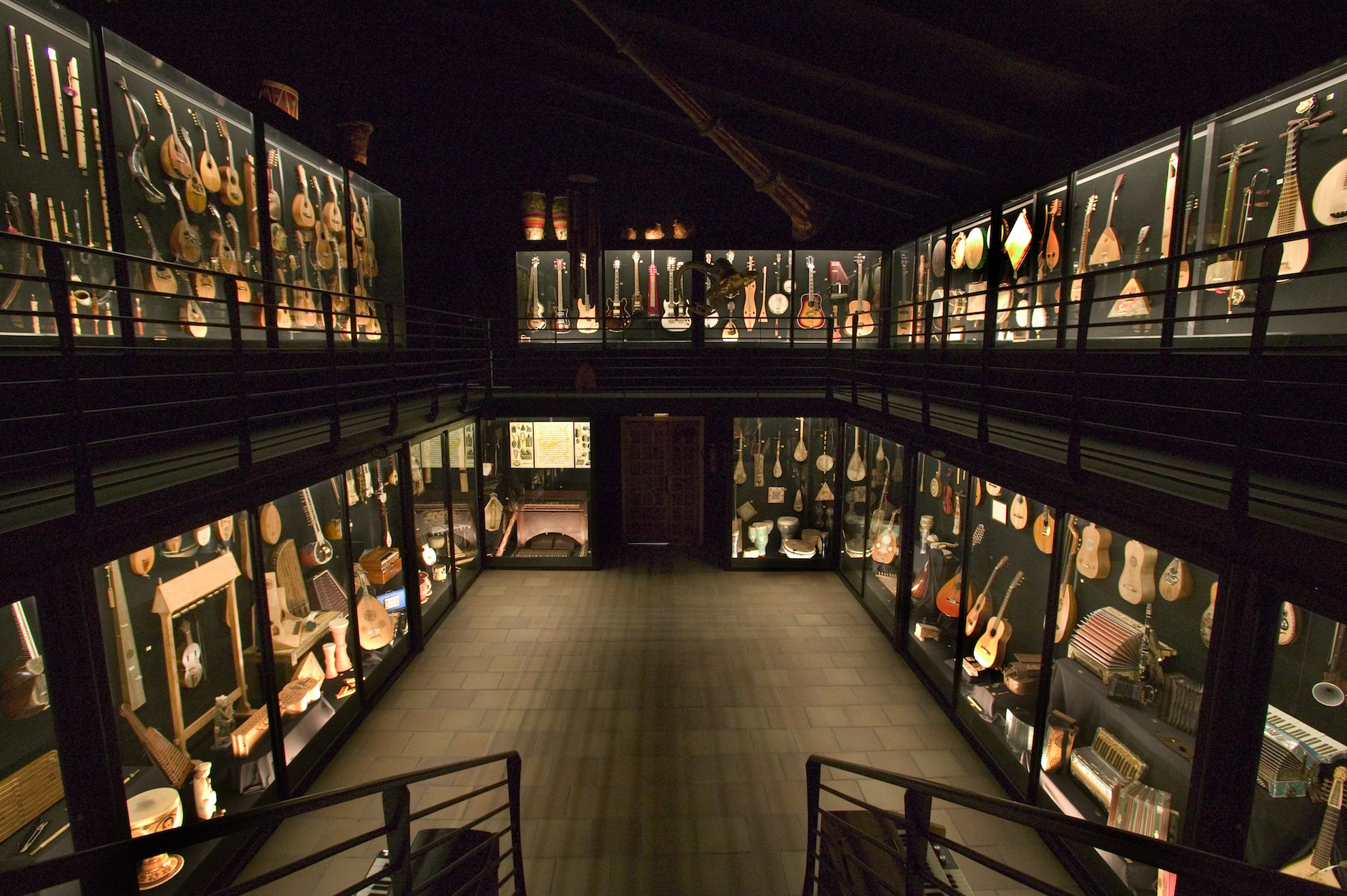
Museo Colección Luis Delgado

El Museo de la Música Colección Luis Delgado es una entidad de carácter privado, ubicado en Urueña (Valladolid) que forma parte de la obra más personal de Luis Delgado. En el museo se muestran parte de los instrumentos musicales, que integran su colección.
La mayor parte de los instrumentos han sido recopilados en diferentes partes del mundo, pero otros son el resultado de una profunda labor de investigación por parte de lutieres y músicos que, partiendo de la iconografía medieval (códices, tallas, miniaturas, etc.), se han encargado a constructores especializados, Como Jesús Reolid, Carlos Paniagua, Miguel Casado, etc. 
De los 1300 instrumentos que componen la colección, en el Museo se exhiben más de 600, utilizando el resto para exposiciones itinerantes. Todos lo instrumentos del Museo están en uso.

## Premios y reconocimientos
Luis Delgado ha visto reconocido su trabajo con diferentes premios, nominaciones y reconocimientos honoríficos, como:
- Premio de la Academia de las Ciencias y las Artes de la Música.
- Premio Max de Teatro a la Mejor Música para Espectáculo Escénico.[16]
- Premio Trovador (2000).[17]
- Premio Racimo de Serrada
- Miembro honorario del Grand Ole Opry
- Expresidente de la Asociación Ibérica de la Zanfona.[18]
- Premio 2023 a la Labor de Investigación de la Asociación de Amigos de la Fundación Joaquín Díaz.

## Discografía

### Solista
- Vathek (El Cometa/GASA)
- Alquibla I (RTVE Música)
- Alquibla II (RTVE Música)
- Al-Ándalus (Sonifolk)
- Halilem: Resonancias de Sefarad (Pneuma)
- El Sueño de Al Zaqqaq (Nubenegra)
- El Hechizo de Babilonia (Nubenegra)
- Tánger (Nubenegra)
- As-Sirr (Nubenegra)
- Dirigido por José Luis Gómez: Música para el Teatro de la Abadía (Pneuma)
- Música para el teatro de Cervantes y Valle-Inclán (Pneuma)
- El Hechizo de Babilonia (Nubenegra)
- Planetario de Madrid Vol. I (L.A.R.)
- Planetario de Madrid Vol. II (L.A.R.)
- Royal Entertaiments. The Poetry of John Gower in the 15th Century. (I.J.G.S.)
- Dirigido por Gerardo Vera: Música para el Centro Dramático Nacional (Warner Music)
- Viajes Sonoros (M.M.)
- Enjarje; La Torre del Salvador (M.M.)
- Producido por Salvador Collado: Música para Teatro de la compañía Euroscena

### Dúos
Con Javier Coble
- Planetario de Madrid Vol. III (L.A.R.)

Con Pascal Lefeuvre
- Sol y Sombra, (Alba/Pneuma)
- Riyad al Hubb (Lefeuvre/El Arabi/Delgado) (Harmonia Mundi/Daqui)

Mecánica Popular (con Eugenio Muñoz)
- ¿Que sucede con el Tiempo? (DRO)
- Bakú 1922 (El Cometa de Madrid/GASA)
- Neguentropía (Warner Music)
- Estridentismo (Equilibrio)
- Cafe Oto - Live in London - 25/1/20 (M.M./Randomize Music))

Ishinohana (con Javier Bergia)
- La Flor de Piedra (El Cometa de Madrid/GASA)
- Un Mundo sin Fronteras (RTVE Música)
- Todos estos años (Sonifolk)
- Shanti (Nubenegra)

Cuco Pérez y Luis Delgado
- Circus (M.M.)

Con Patricia Escudero
- Satie Sonneries (El Cometa de Madrid)
- Sattie Soneries XXI (Equilibrio/M.M.)

### Tríos
Cuco Pérez / Diego Galaz / L.Delgado
- Apasionante Música de Cine (M.M.)

Eduardo Paniagua / F.Vilches / L.Delgado
- Ecos del Espíritu (Pneuma)

Javier Bergia/Luis Delgado/Javier Paxariño
- En la Sombra de la Utopía (Mandala)

### Miembro de grupos
Quarteto Medieval de Urueña/Los Músicos de Urueña
- La Lírica Sagrada en los Trovadores (T.F. Media)
- Música en la Catedral-Museo de Jaca (Prames)
- La Estrella de Belén (M.M)
- Los Músicos de Urueña en la Capilla Mudéjar de San Bartolomé (MU)
- Romancero Viejo y Nuevo en el Quijote (M.M)
- El Vino en la Música de las Tres Culturas(M.M)
- Música Sefardí - Sinagoga del Tránsito(M.M)
- Música de las Tres Culturas - Museo Vivo de al-Ándalus en Córdoba (M.M)
- Música Medieval para el Museo de la Catedral de Jaca (M.M)

Babia
- Oriente Occidente (Guimbarda)

Vivere Memento
- La Puerta de la Memoria
- Música Antigua a la luz de Nuestro Tiempo

Atrium Musicae
- Las Indias de España (Hispavox)

Cálamus
- Medieval Women's Songs (Pneuma)
- The Splendour of al-Ándalus (MA Recordings)

Ibn Báya Ensemble
- Nuba Al Istihlal (Sony Clasic)
- Nuba Al-Maya (Sony Clasic)
- Nuba Rasd d-Dail (Sony Clasic)
- Cantos Sufíes de al-Ándalus (Sony Clasic)

La Musgaña
- Lubicán (Green Linnet)
- Las Seis Tentaciones (Green Linnet)
- Hen Sant Jakez (Shamrock)

Finis Africae
- Radio Tarifa (GASA)
- Un día en el Parque (GASA)

Grupo "Música Antigua" de Eduardo Paniagua
- Danzas Medievales españolas (MA Recordings)
- Cantigas de Castilla y León (Sony Classic)
- Remedios Curativos (Sony Classic)
- La Vida de María (Sony Classic)
- Cantigas de Toledo (Sony Classic)
- Cantigas de Caballeros (Sony Classic)
- Cantigas de Sevilla (Sony Classic)
- Cantigas de Jerez (Sony Classic)
- Cantigas de Italia (Sony Classic)
- Cantigas de Francia (Sony Classic)
- Las Tres Culturas (Sony Classic)
- La Luz de la Mediterranía (Alba/Pneuma)
- Cantigas de Santa María del Puerto (Pneuma)
- Jardín de al-Ándalus (Pneuma)
- Poemas de la Alhambra (Pneuma)
- Le Tre Fontane Florilege (Alba)

Neocantes
- Moros y Cristianos (Crin)